# Монтериджоні
Монтериджоні (італ. Monteriggioni) — муніципалітет в Італії, у регіоні Тоскана,  провінція Сієна.
Монтериджоні розташоване на відстані близько 200 км на північний захід від Рима, 45 км на південь від Флоренції, 12 км на північний захід від Сієни.

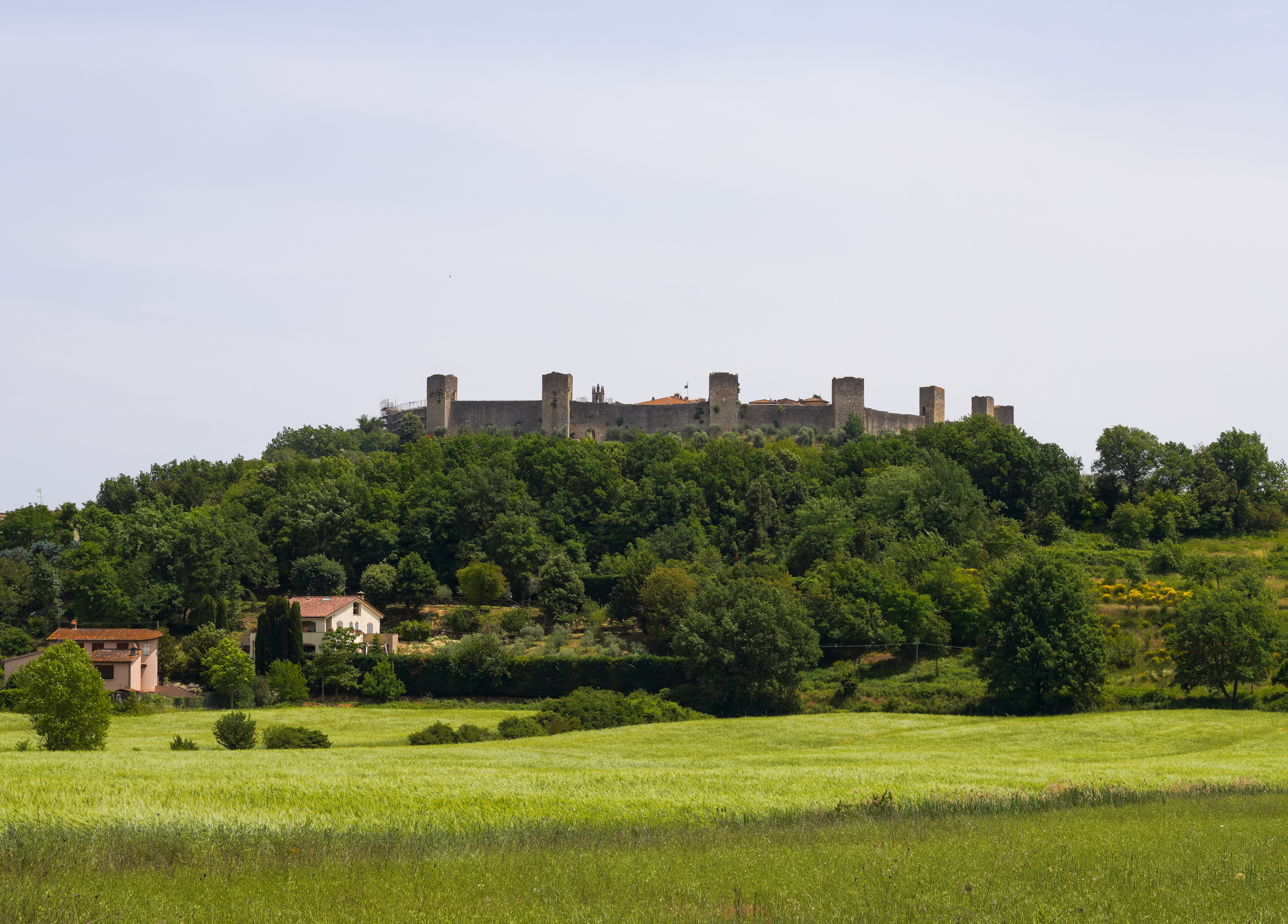

Населення — 9665 осіб (2014).

## Демографія
Населення за роками:

Станом на 1 січня 2023 року в муніципалітеті офіційно проживав 1051 іноземець з 77 країн, серед них 262 громадяни країн Євросоюзу та 50 громадян України.

## В іграх
У грі Assassin’s Creed II тут розміщена родова вілла сім’ї Авдиторе. На початку Assassin’s Creed: Brotherhood Монтериджоні захоплюють війська Чезаре Борджія. 
Також у грі можна побачити сучасне місто. Проте і в XVI столітті, й у наші часи віртуальний варіант міста не відповідає дійсності, але в грі фігурує його реальне місце розташування. 

## Сусідні муніципалітети
- Казоле-д'Ельса
- Кастелліна-ін-К'янті
- Кастельнуово-Берарденга
- Колле-ді-Валь-д'Ельса
- Поджібонсі
- Сієна
- Совічилле

## Галерея зображень

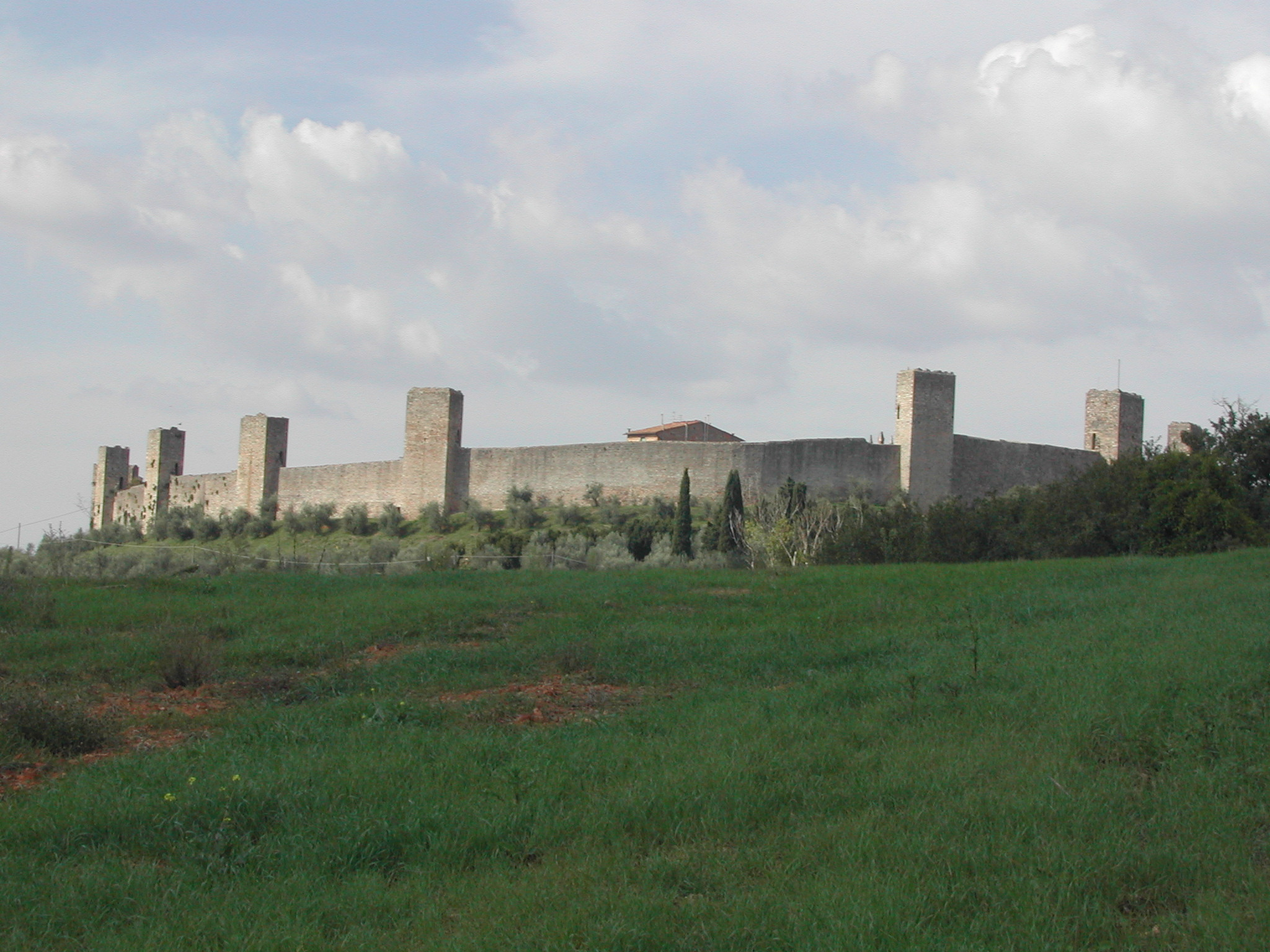
Монтериджоні
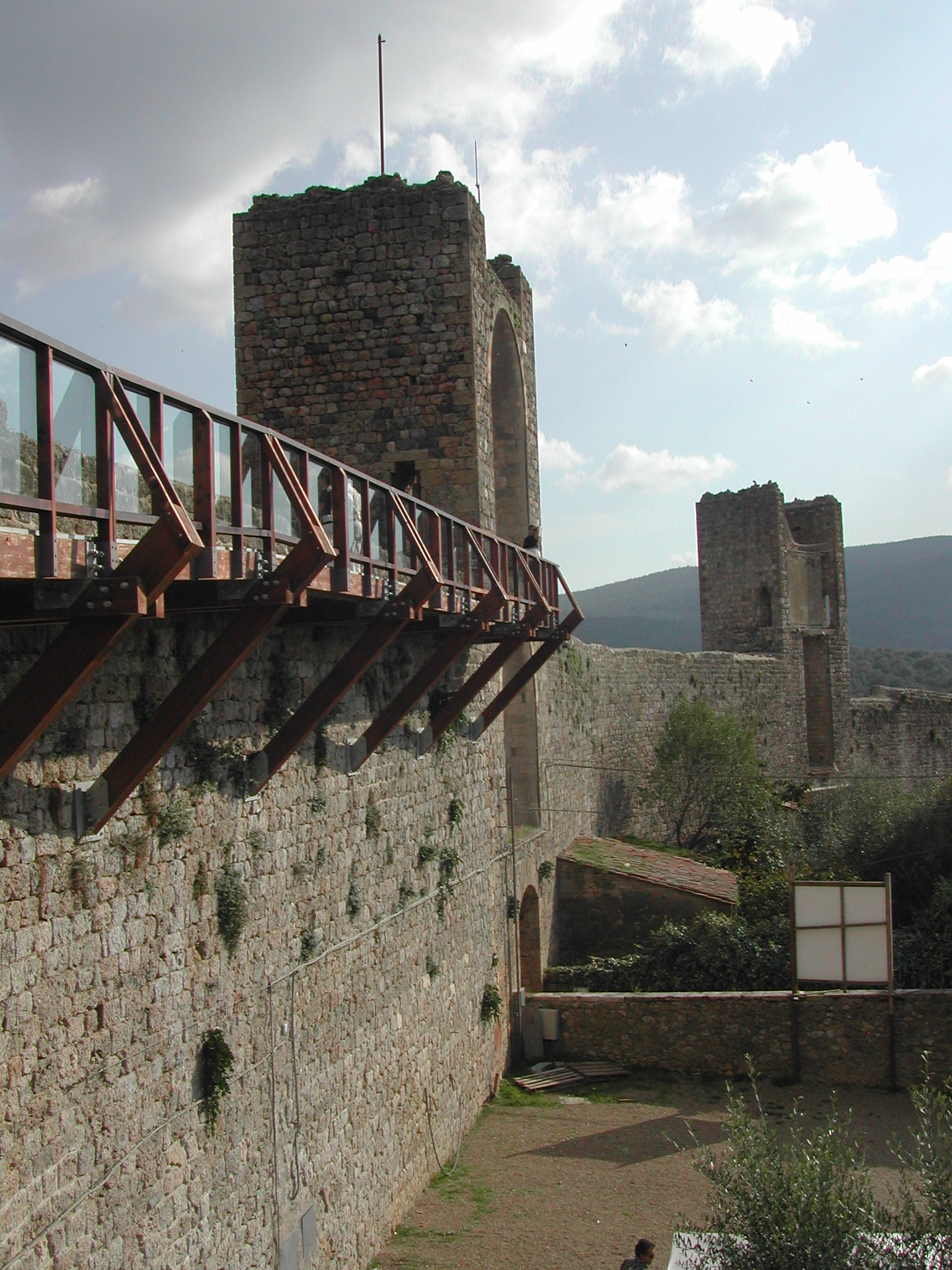
Вид на стіну міста
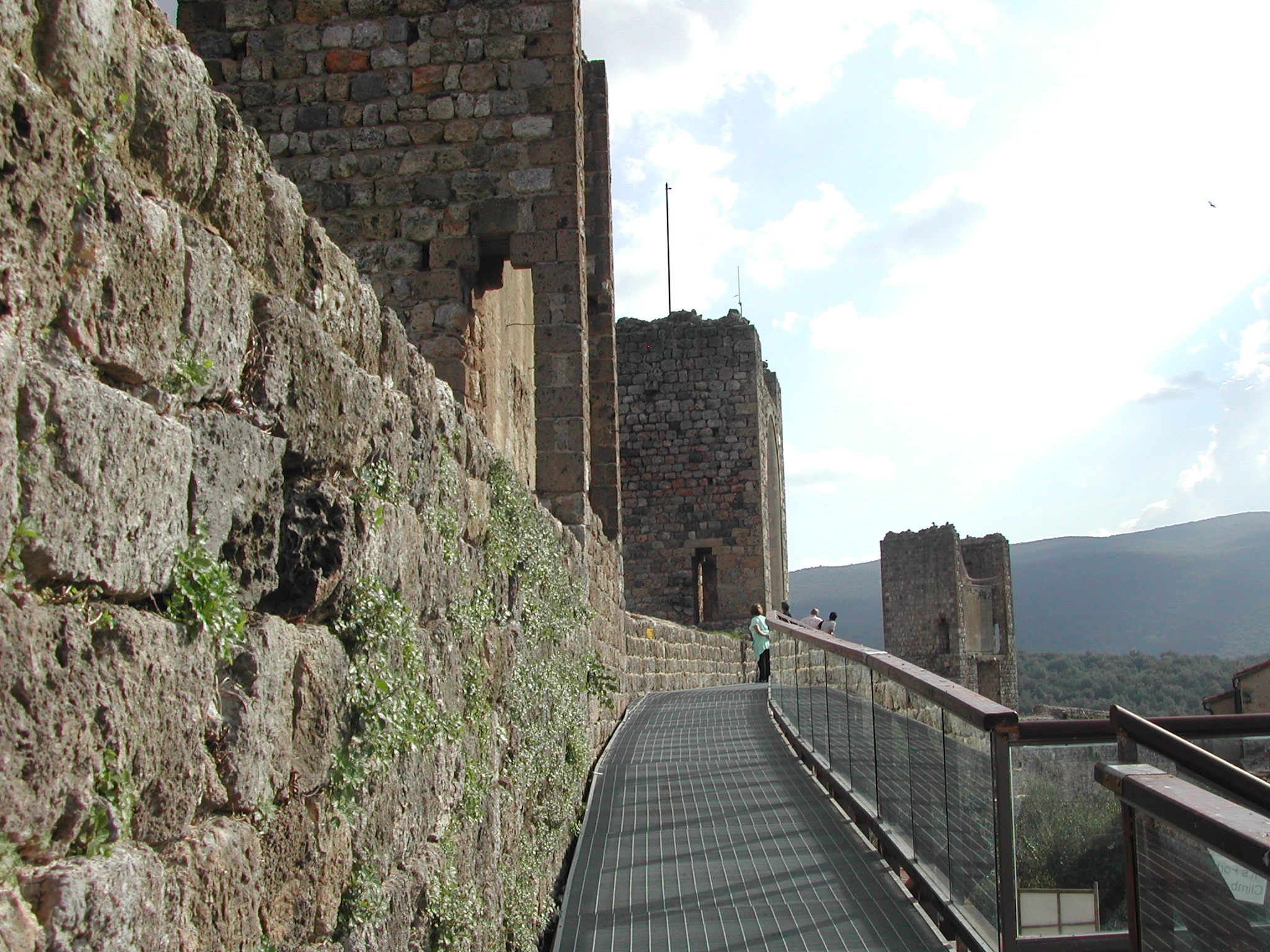
Доріжка довкола міста
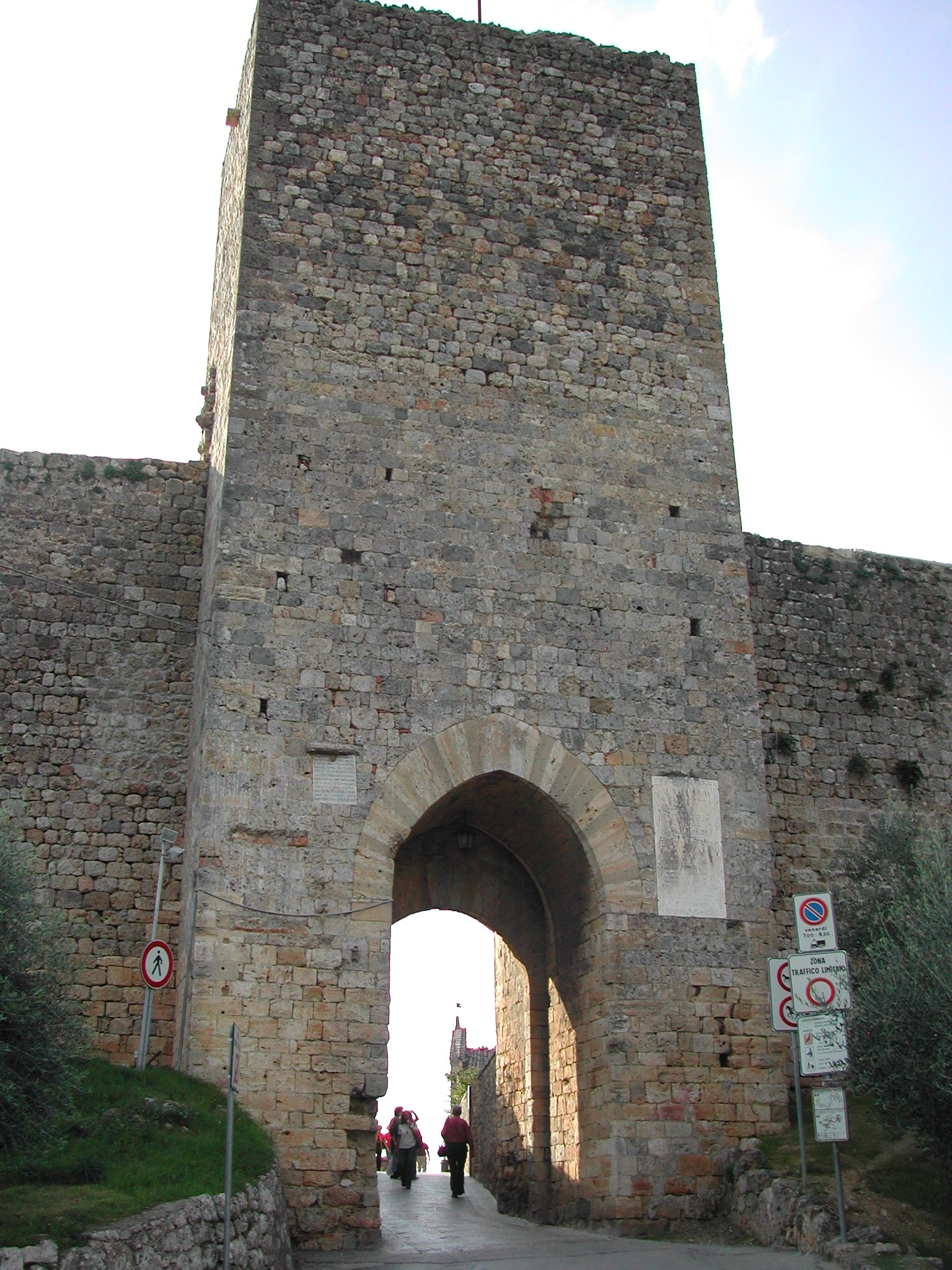
Вхідна брама